# Giacinto Morera
Giacinto Morera (Novara, 18 de julho de 1856 — Turim, 8 de fevereiro de 1909) foi um engenheiro e matemático italiano.
Conhecido pela formulação do teorema de Morera na análise complexa.

## Publicações
- Morera, Giacinto (1880), «Sul moto di un punto attratto da due centri fissi colla legge di Newton (On the motion of a point attracted by two fixed centers according to Newton's law)», Giornale di Matematiche di Battaglini (em italiano), XVIII ((3) 1): 317–324, JFM 12.0676.01.
- Morera, Giacinto (1882a), «Sopra una formola di Meccanica analitica», Rendiconti del Reale Instituto Lombardo di Scienze e Lettere, Serie II, (em italiano), XV: 537–543, JFM 14.0749.01.
- Morera, Giacinto (1882b), «Il "Teorema fondamentale nella teoria delle equazioni canoniche del moto" del prof. Siacci», Rendiconti del Reale Instituto Lombardo di Scienze e Lettere, Serie II, (em italiano), XV: 640–645.
- Morera, Giacinto (1883a), «Sulle proprietà invariantive del sistema di una forma lineare e di una forma bilineare alternata», Atti della Reale Accademia delle Scienze di Torino. (em italiano), XVIII: 267–286, JFM 15.0101.01. This paper was read by Enrico D'Ovidio at the meeting of the Class of Mathematical, Natural and Physical Sciences of the Accademia delle scienze di Torino, while Morera (1883a, p. 400) finished it on the February 1883 in Pisa, according to the date reported on the last page of the paper.
- Morera, Giacinto (1883b), «Sul problema di Pfaff», Atti della Reale Accademia delle Scienze di Torino. (em italiano), XVIII: 389–400, JFM 15.0313.02. This paper was read by Francesco Siacci at the meeting of the Class of Mathematical, Natural and Physical Sciences of the Accademia delle scienze di Torino, while Morera (1883b, p. 400) finished it on 15 April 1883 in Pisa, according to the date reported on the last page of the paper.
- Morera, Giacinto (1886a), «Sui sistemi di superficie e le loro traiettorie ortogonali», Rendiconti del Reale Instituto Lombardo di Scienze e Lettere, Serie II, (em italiano), XIX: 282–285, JFM 18.0720.01. This is Morera's unique paper in differential geometry.
- Morera, Giacinto (1886b), «Un teorema fondamentale nella teorica delle funzioni di una variabile complessa», Rendiconti del Reale Instituto Lombardo di Scienze e Lettere, Serie II, (em italiano), XIX: 304–307, JFM 18.0338.02. The paper containing the first proof of Morera's theorem.
- Morera, Giacinto (1886c), «Un piccolo contributo alla teoria delle forme quadratiche (A little contribution to the theory of quadratic forms)», Rendiconti del Reale Instituto Lombardo di Scienze e Lettere, Serie II, (em italiano), XIX: 552–558, JFM 18.0157.01.
- Morera, Giacinto (1889), L'insegnamento delle scienze matematiche nelle Università Italiane, Discorso inaugurale per l'anno accademico 1888–1889 della Reale Università di Genova (em italiano), Genova: Pietro Martini. The inaugural address pronounced in occasion of the beginning of the academic year 1888–1889 at the University of Genoa, published in the form of a pamphlet: a translation of the title reads as:-"The teaching of mathematical sciences in Italian universities".
- Morera, Giacinto (1902), «Sulla definizione di funzione di una variabile complessa», Atti della Reale Accademia delle Scienze di Torino. (em italiano), 37: 99–102, JFM 33.0396.01.
- Morera, Giacinto (1903–1904) [1901–1902], Lezioni di Meccanica razionale (em italiano) 2nd ed. , Torino: Litografia G. Paris.
- Morera, Giacinto (25 de fevereiro de 1906), «Sulla attrazione degli strati ellissoidali e sulle funzioni armoniche ellissoidali», Atti della Reale Accademia delle Scienze di Torino. (em italiano), 41: 520–531 (Part I), 538–541 (Part II), JFM 37.0794.02. Part II was read at the meeting of the Class of Mathematical, Natural and Physical Sciences of the Accademia delle scienze di Torino held a few weeks later, on 11 March 1906: see here for a brief description of the meeting, and here to access part II of the paper directly.